# Bakonypéterd, Győr-Moson-Sopron
Bakonypéterd  este un sat în districtul Pannonhalm, județul Győr-Moson-Sopron, Ungaria, având o populație de 277 de locuitori (2011). 

## Demografie
Componența etnică a satului Bakonypéterd
     Maghiari (97,32%)
     Germani (2,68%)
Componența confesională a satului Bakonypéterd
     Romano-catolici (72,56%)
     Fără religie (5,42%)
     Luterani (2,53%)
     Reformați (1,44%)
     Necunoscută (18,05%)
     Alte religii (1,44%)
Conform recensământului din 2011, satul Bakonypéterd avea 277 de locuitori. Din punct de vedere etnic, majoritatea locuitorilor (97,32%) erau maghiari, cu o minoritate de germani (2,68%).  Din punct de vedere confesional, majoritatea locuitorilor (72,56%) erau romano-catolici, existând și minorități de persoane fără religie (5,42%), luterani (2,53%) și reformați (1,44%). Pentru 18,05% din locuitori nu este cunoscută apartenența confesională.